# Miami Tower
Miami Tower (dříve Bank of America Tower) je mrakodrap v Miami. Má 47 podlaží a výšku 190,5 metrů, je tak 8. nejvyšší mrakodrap ve městě, ale i ve státě Florida. Výstavba probíhala v letech 1983 – 1986 a za designem budovy stojí architektonická firma Pei Cobb Freed & Partners. 1. ledna 2010 byla budova přejmenována z Bank of America Tower na Miami Tower. Je to jeden z nejznámějších mrakodrapů v Miami, a to především díky svému nočnímu osvětlení. Barva osvětlení se mění závisle na státních svátcích nebo sportovních akcích a jiných událostech, jako například na Empire State Building v New Yorku.